# Iggy Pop
Iggy Pop (născut James Newell Osterberg, Jr. pe 21 aprilie 1947) este un cântăreț, textier, muzician și ocazional actor american.
El a fost vocalistul trupei americane de garage rock The Stooges, fiind un nume sonor în industria muzicală încă de la sfârșitul anilor 1960 și a ținut adeseori prima pagină a ziarelor de-a lungul anilor datorită concertelor sale spectaculoase, stilului de viață petrecăreț și consumului de droguri.
Muzica sa a cuprins un număr de stiluri pe parcursul carierei sale, inclusiv garage rock, punk rock, hard rock, new wave, jazz și blues.
În 2010, The Stooges au fost incluși în Rock and Roll Hall of Fame.  Iggy Pop a fost unul dintre primii artiști care au plonjat de pe scenă, sărind pe spectatorii din public (stage-dive), cu ocazia unui concert pe care l-a susținut în Detroit.
Muzica sa a influențat o mulțime de artiști, precum Sex Pistols și Nirvana.

## Copilăria și primele activități artistice

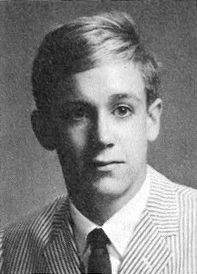
Osterberg în timpul liceului, 1965

James Newell Osterberg Jr. s-a născut în Muskegon, Michigan, fiind fiul lui James Newell Osterberg, Sr. (1921–2007) și al Louellei (născută Christensen) . El este de origine engleză și irlandeză, din partea tatălui, și de origine daneză și norvegiană din partea mamei. Osterberg a recunoscut într-un interviu acordat revistei Rolling Stone importanța sprijinului acordat de către părinții săi în timpul adolescenței.
Iggy Pop și-a început cariera ca toboșar în diferite trupe de liceu, The Iguanas, prima dintre ele fiind și cea al cărei nume l-a inspirat în alegerea pseudonimului de scenă. Alături de The Iguanas, Iggy Pop a înregistrat în 1965 un cover al melodiei „Mona”, interpretată de către Bo Diddley.
După ce a experimentat  pe scena jazz alături de  trupe precum The Prime Movers, Iggy a abandonat facultatea din Michigan, și s-a stabilit la Chicago, pentru a învăța mai multe despre blues și jazz.

## Iggy Pop & The Stooges: 1968-1974

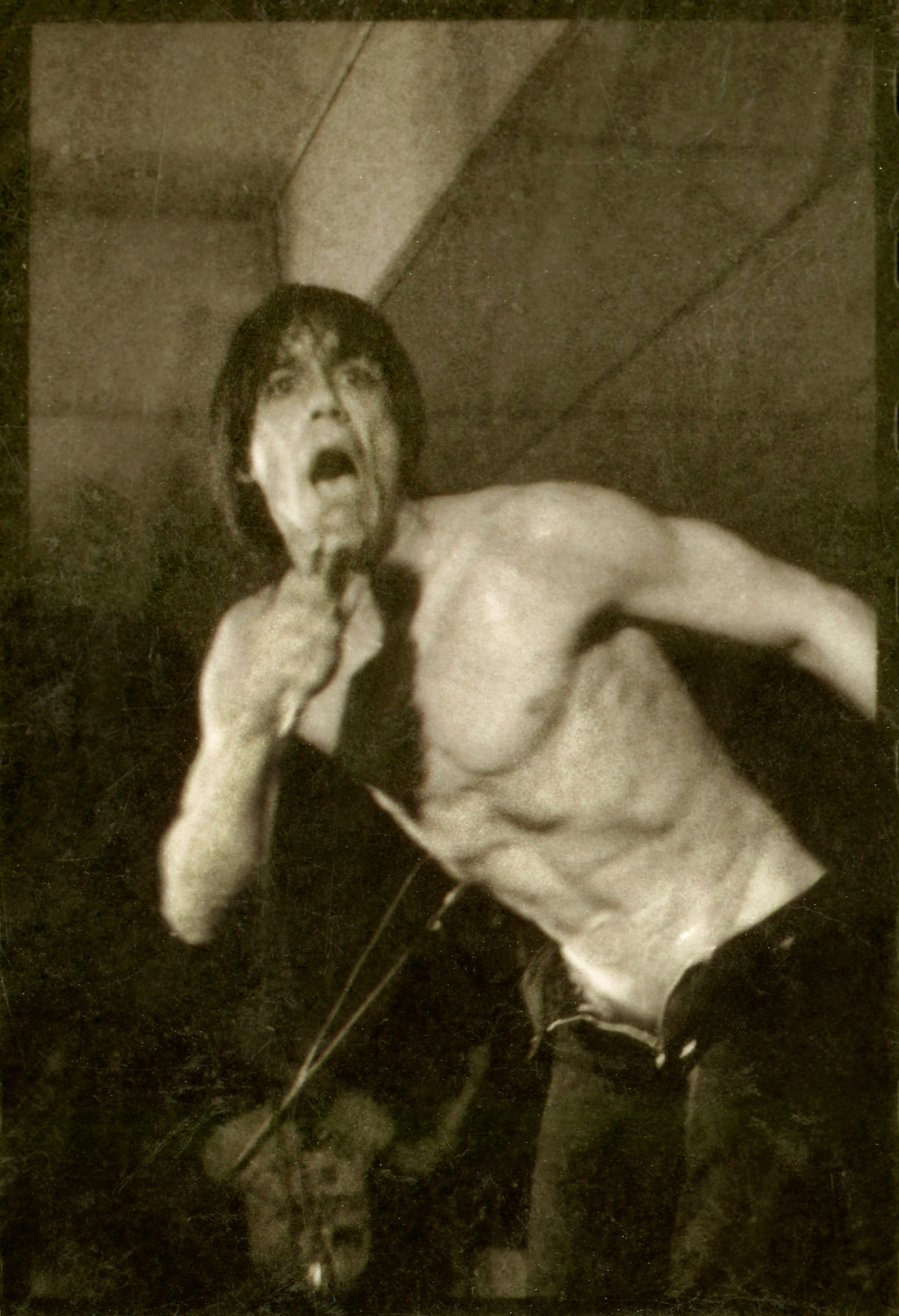
Iggy Pop în timpul unui concert

Inspirat de solistul formației The Doors, Jim Morrison, precum și de James Brown și Mick Jagger de la The Rolling Stones, Iggy se întoarce în Michigan, unde alături de Ron Asheton, Scott Asheton și Dave Alexander, formează formația Psychedelic Stooges.
Iggy Pop a fost primul cântăreț care a realizat un stage-dive, cu ocazia unui concert pe care l-a susținut în Detroit, și s-a rănit destul de grav de câteva ori cu ocazia unor astfel de salturi ulterioare. În timpul concertelor, rockerul obișnuia să se tăvălească pe scenă pe cioburi de sticlă, să se dezbrace în public și să vomite pe scenă.
În 1968, la doar un an de la debutul live, trupa cunoscută acum ca și The Stooges, semnează cu casa de discuri americană Elektra Records, călcând pe urmele celor de la The Doors, care erau la momentul respectiv cel mai mare nume de pe agenda celor de la Elektra Records. Primul album al trupei avea să se numească The Stooges. Acesta a fost lansat în august 1969 ajungând până pe locul 106 în topul
Billboard al albumelor. Două cântece, "I Wanna Be Your Dog" și "1969", au fost lansate ca singleuri. Albumul a fost produs de John Cale.
Următorul album Fun House, produs de către Don Galluci în 1970 la Los Angeles s-a vândut destul de prost față de așteptările preconizate, însă avea să fie inclus de către revista Rolling Stone în Topul celor mai bune 500 de albume din toate timpurile, clasăndu-se pe locul #191. La scurt timp formația se destramă, din cauza dependenței de droguri a lui Iggy Pop, dar se vor reuni la scurt timp.
În 1971, rămași fără contract, The Stooges performează în cluburile din Michigan, în special pe scena rock din Detroit. Tot în acest an, Iggy Pop îl întâlnește pentru prima dată pe David Bowie într-un club din New York City.  Cariera lui Iggy Pop a primit un impuls din relația sa cu Bowie, atunci când Bowie i-a propus să producă albumul Raw Power în Londra.
În ciuda suportului lui David Bowie, Iggy și The Stooges aveau probleme tot mai mari datorate abuzului de heroină al solistului.  Ultimul concert a trupei, din 1974, avea să se termine cu o încheierare între membrii trupei și un club de motocicliști.

## Împreună cu David Bowie la Berlin (1976-1978) și primele albume solo (1977-1979)

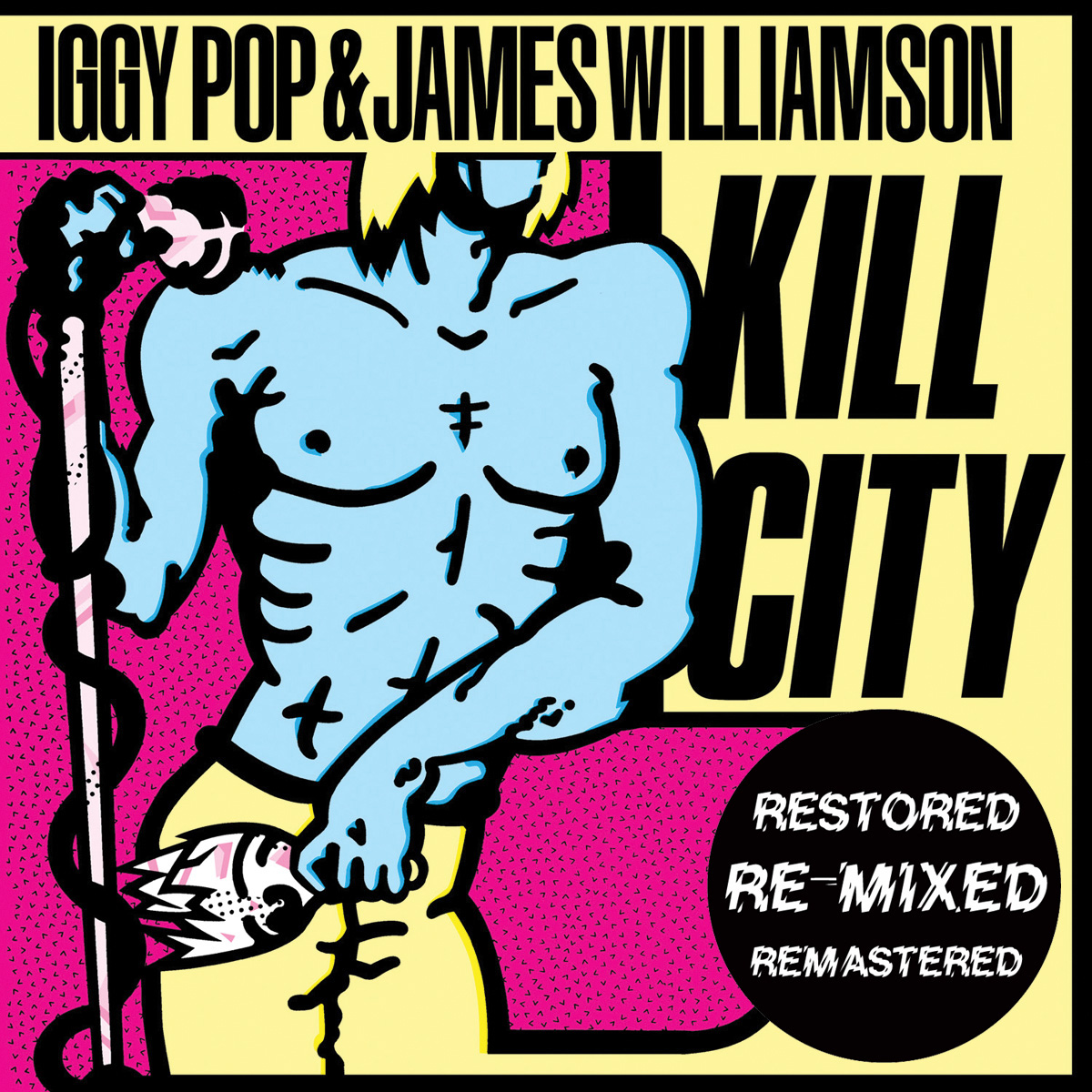
Coperta albumul Kill City

După a doua despărțire a trupei, Iggy Pop înregistrează un album alături de  James Williamson, și el fost membru al trupei. Albumul a fost numit Kill City și a apărut în 1977. Deși a primit recenzi pozitive, albumul nu a fost un succes comercial, fiind adesea catalogat drept cel mai subapreciat album al lui Iggy Pop.
Totuși, starea de sănătate a lui Iggy Pop continuă să se deterioreze în această perioadă datorită consumul de droguri, fiind internat în spitalul de psihiatrie al Universității din California. David Bowie,care a continuat să îl sprijine pe prietenul și colaboratorul său, a fost unul dintre puținii vizitatori pe care Iggy i-a avut pe perioada internării.
În 1976, Bowie l-a luat cu el ca și colaborator în turneul de promovare al albumului Station to Station. Aceasta a fost prima expunere a lui Iggy Pop, în cadrul unor turnee profesionale organizate la scară largă. Iggy s-a declarat impresionat de etica profesională a lui Bowie. Pe 21 martie 1976,el și David Bowie au fost arestați în Rochester, New York pentru posesie de marijuana, însă acuzațile au fost retrase la scurt timp.
Iggy Pop și Bowie s-au mutat în Berlinul de Vest pentru a renunța la dependența de droguri. În 1977, Iggy a semnat un contract cu casa de discuri RCA Records, Bowie ajutându-l la scrierea și producerea albumelor The Idiot și Lust for Life, cele mai apreciate albume solo ale acestuia, pe cel de al doilea regăsindu-se cea mai cunoscută piesă a lui Iggy Pop, The Passenger.
În 1979, Iggy a semnat cu  casa de discuri Arista Records și avea să lanseze abumul New Values, primul său material de la Raw Power (lansat în The Stooges) fără nici o contribuție din partea lui David Bowie.
New Values i-a reunit pe Pop și James Williamson și cu multi-instrumentalistul Scott Thurston care mai cântase la pian pentru The Stooges pe albumele  Metallic K.O. și Kill City. Cu ocazia promovării acestui album, Iggy Pop a susținut pentru prima dată concerte în Australia.

## Anii 80'

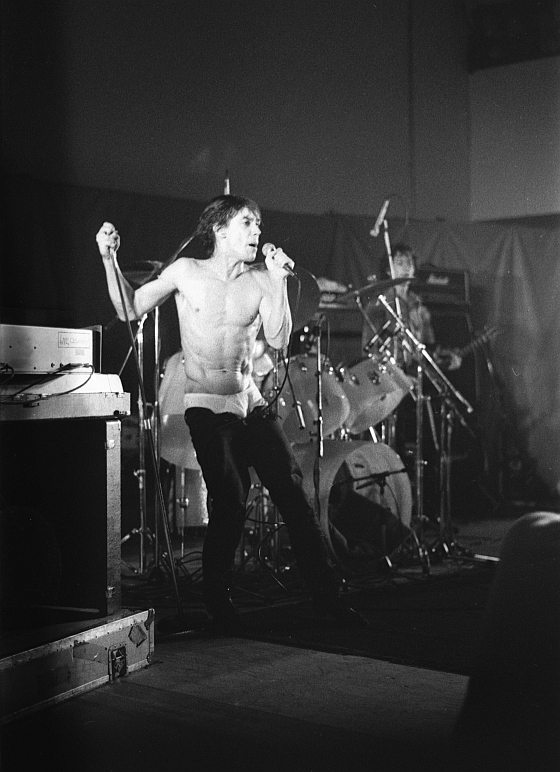
Iggy Pop, Cardiff, 1979

La începutul anilor 80', Iggy Pop a mai lansat două albume: Soldier (1980) și Party (1981), catalogate de critici drept eșecuri. Dependența de droguri și eșecul celor două albume i-au detetminat pe cei de la Arista Records să anuleze contactul cu Iggy Pop.
În 1980, Iggy Pop și-a lansat autobiografia. Aceasta conținea o prefață scrisă de Andy Warhol .
În 1982 a lansat albumul Zombie Birdhouse, fără prea mare succes, însă în 1983 soarta avea să îi fie salvată din nou de intervenția lui David Bowie, care a introdus pe albumulele sale mai multe piese, de pe urma căreia Iggy Pop a încasat redevențe substanțiale asigurându-și stabilitatea financiară.
Iggy Pop a lansat în anii următori, albumele solo Blah Blah Blah (1986) și Instinct (1988). A contribuit de asemenea la realizarea coloanei sonore a unor filme precum  Repo Man sau Rock&Rule, alături de Lou Reed.

## Anii 90'
În 1990, Iggy a lansat cel de al zecelea album de studio „Brick by Brick”, unde l-a avut ca și invitat pe Slash din Guns N' Roses. A fost primul său album vândut în peste 500.000 exemplare..
În 1992, a colaborat cu Goran Bregović pe coloana sonoră a filmului Arizona Dream regizat de Emir Kusturica.
În 1993, lansează un nou album, American Caesar, pentru ca mai apoi să aibă colaborări cu Buckethead în noul album al acestuia.
În 1996, melodia sa Lust for Life a fost inclusă pe coloana sonoră a filmului Trainspotting.

## Anii 2000 și reunirea The Stooges
Albumul lansat in 2003, Skull Ring, a marcat colaborări cu trupe precum Sum 41 și Green Day, dar și cu foștii membrii fondatori din The Stooges, Ron și Scott Asheton pentru prima dată din 1974.În 2009, John Williamson se reîntoarce și el în trupă după 29 de ani.
De atunci trupa a susținut regulat concerte până în anul 2016, când a fost anunțată încetarea existenței trupei.
Regizorul independent Jim Jarmusch a realizat în 2016 un film-documentar despre The Stooges, Gimme Danger.
În 2005, Iggy Pop a apărut alături de Madonna, Little Richard, Bootsy Collins și Questlove într-o reclamă publicitară pentru promovarea telefoanelor Motorola.
Cel de al cincisprezecelea său album solo, Préliminaires, a fost lansat în 2009.
În 2012, a lansat un album numit Après, care conține în principal cover-uri din limba franceză.   
Iggy Pop a dorit, inițial, ca piesele de pe noul album să apară pe coloana sonoră a unui film documentar despre încercările scriitorului Michel Houllebecq de a ecraniza  unul dintre romanele sale.
Ultimul său album de studio, Post Pop Depression, a apărut în martie 2016. Conține piese precum "Paraguay", "Break into Your Heart" sau ”Gardenia".
În 2019 a apărut în filmul lui Jim Jarmusch, The Dead Don't Die.

## Viața personală
Iggy Pop locuiește la Miami.  El a fost căsătorit de 3 ori: prima dată cu Wendy Weissenber (pentru câteva săptămâni în 1968), a doua oară cu Suchi Asano (1984-1999) și în prezent cu Nina Alu. Iggy are un fiu, pe nume Eric Benson, născut în 1970 din relația cu Paulette Benson.
Rockstar-ul are o părere extrem de rea despre muzica electronică și critică impactul acesteia asupra muzicii rock.
Iggy Pop a avut o prietenie strânsă cu David Bowie, acesta ajutându-ul pe Iggy în multe momente critice ale vieții sale.
A concerat împreună cu The Stooges, inclusiv în România, în cadrul  festivalului Tuborg Green Fest Peninsula în anul 2012.

## Discografie

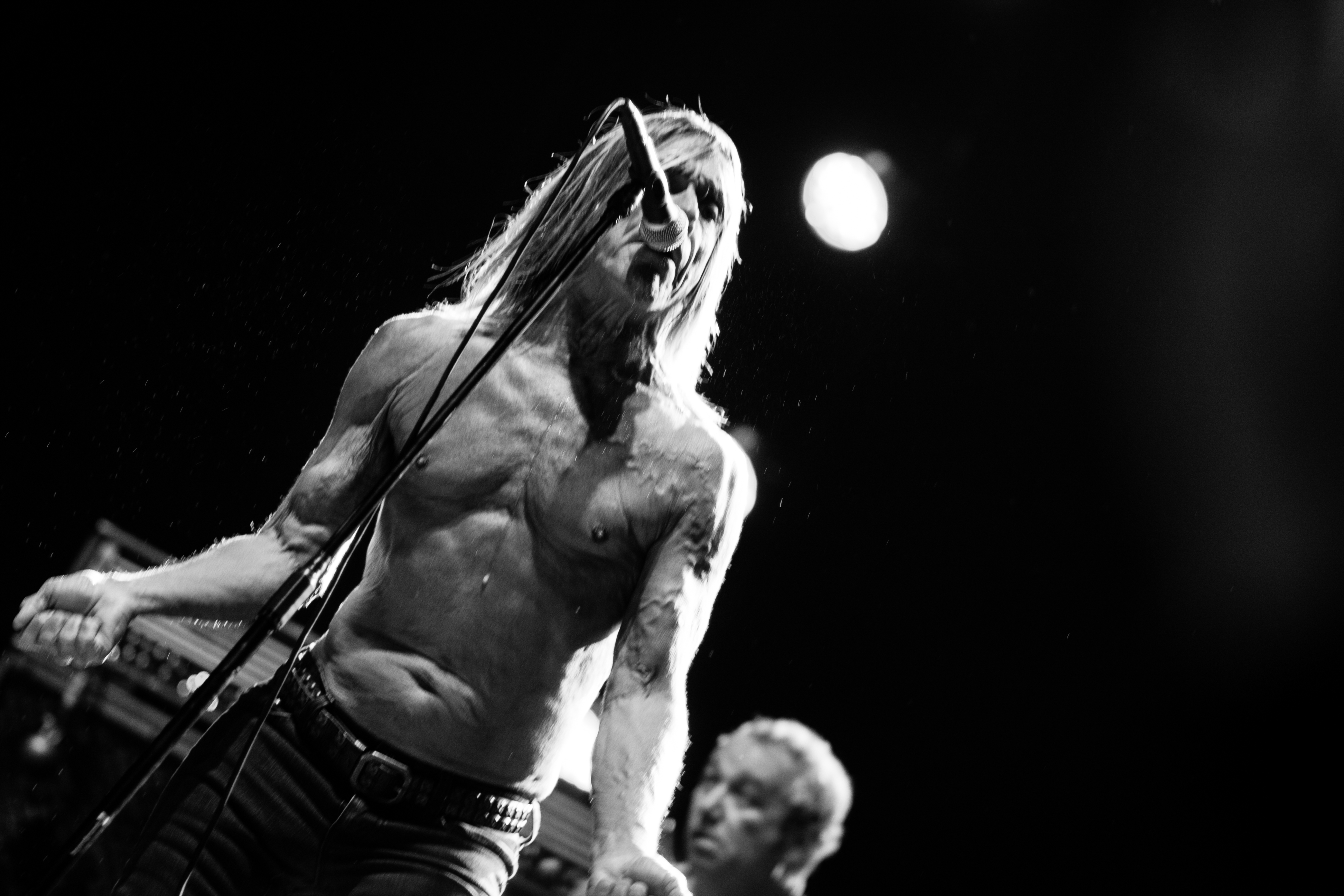
Iggy Pop în 2012, la Bruxelles

### Albume
- The Idiot (18 martie 1977)
- Lust for Life (9 septembrie 1977)
- New Values (septembrie 1979)
- Soldier (februarie 1980)
- Party (iunie 1981)
- Zombie Birdhouse (septembrie 1982)
- Blah Blah Blah (23 octombrie 1986)
- Instinct (iulie 1988)
- Brick by Brick (iunie 1990)
- American Caesar (septembrie 1993)
- Naughty Little Doggie (15 martie 1996)
- Avenue B (20 septembrie 1999)
- Beat 'Em Up (18 iunie 2001)
- Skull Ring (30 septembrie 2003)
- Preliminaires (25 mai 2009)
- 'Après (2012)
- Post Pop Depression (martie 2016)
- Free (2019)
- Every Loser (2023)

### Albume Live
- TV Eye Live 1977 (mai 1978)

### Compilații
- Nude & Rude: The Best of Iggy Pop (28 octombrie 1996)
- A Million in Prizes: The Anthology (18 iulie 2005)